# Hanna Sandtner
Hanna Sandtner, född 26 augusti 1900, död 26 februari 1958, var en tysk politiker (kommunist). Hon var ledamot i den tyska riksdagen 1932-33.